# 9月17日
9月17日（くがつじゅうしちにち）は、グレゴリオ暦で年始から260日目（閏年では261日目）にあたり、年末まであと105日ある。

## できごと

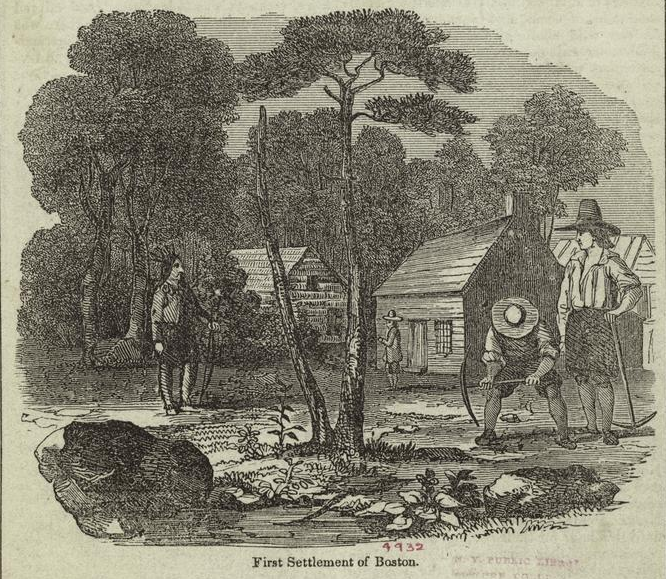
1630年、ボストン建設開始

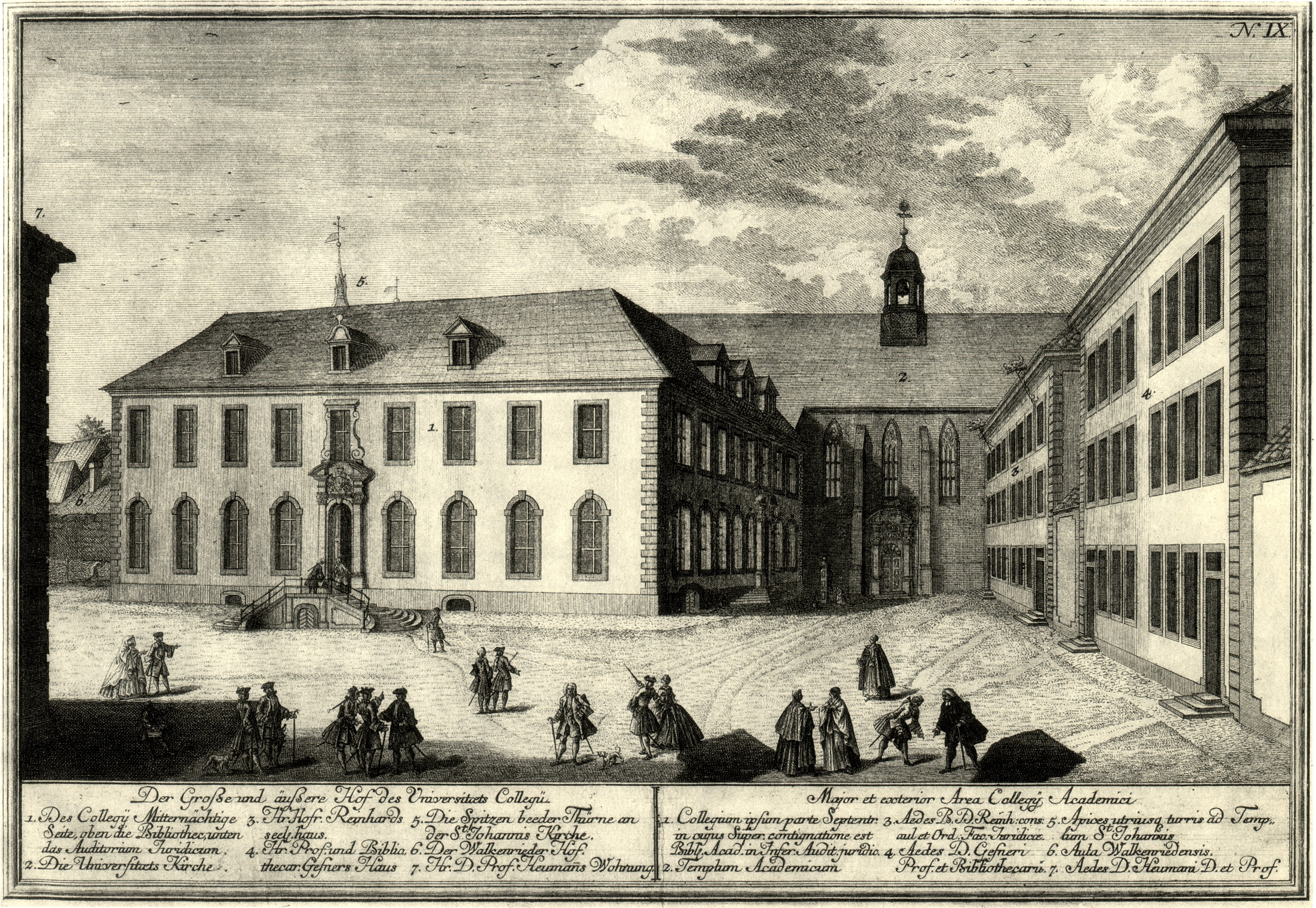
1737年、ゲッティンゲン大学創設

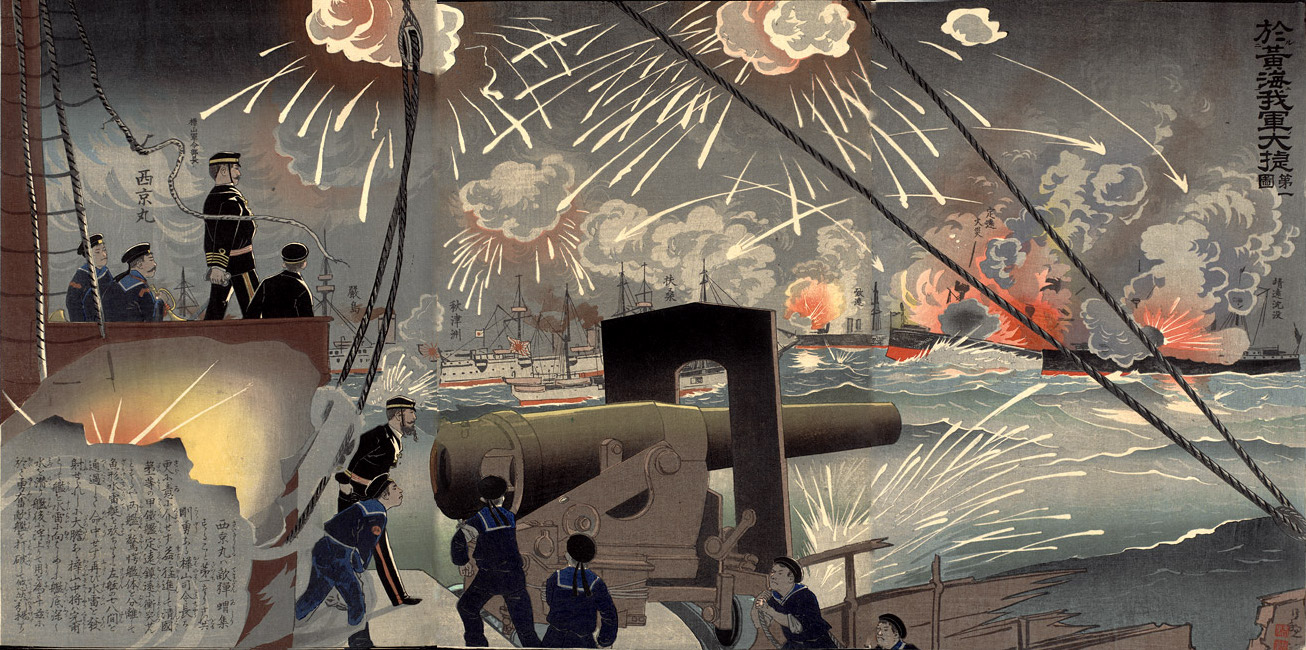
1904年、黄海海戦

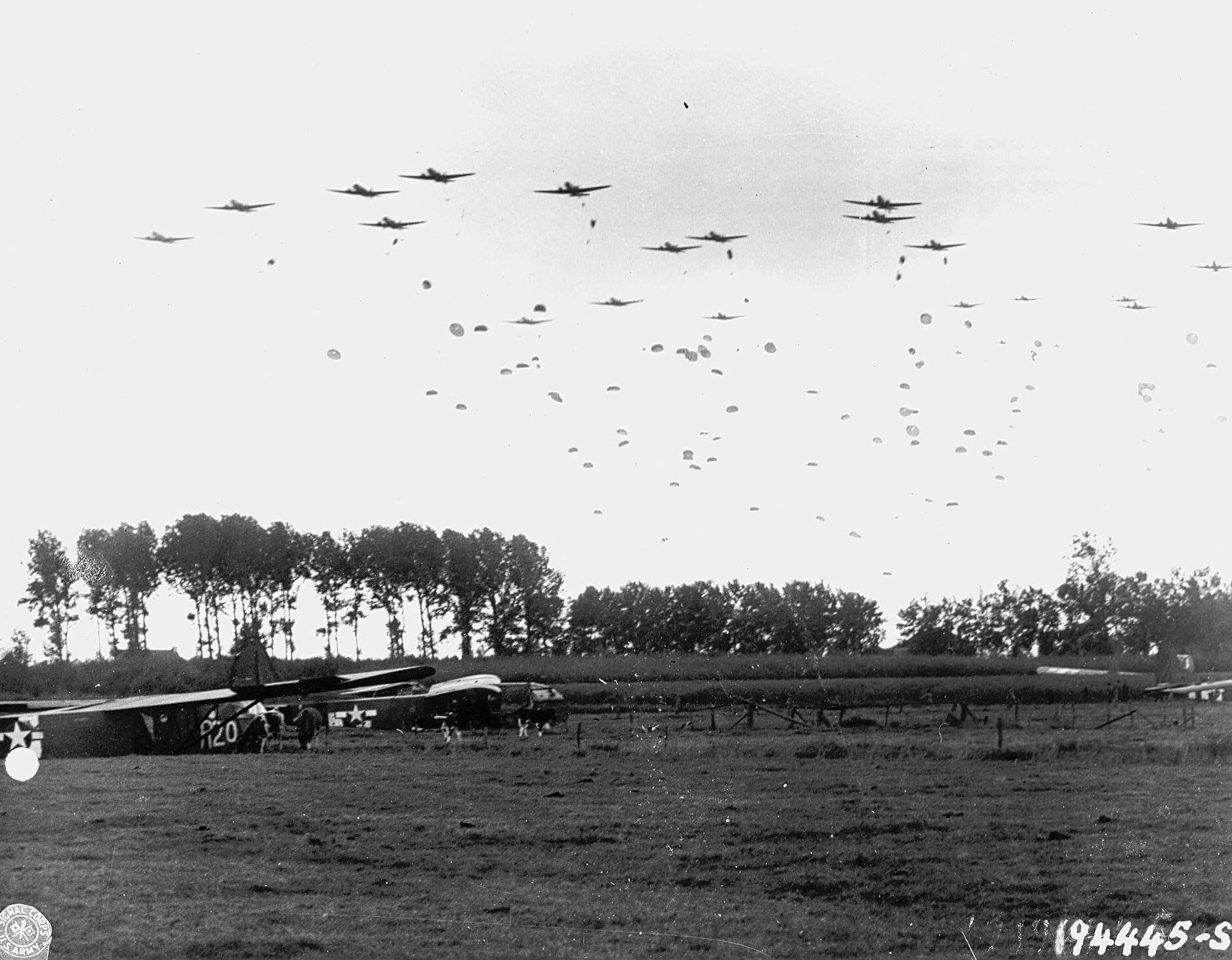
1944年、マーケット・ガーデン作戦

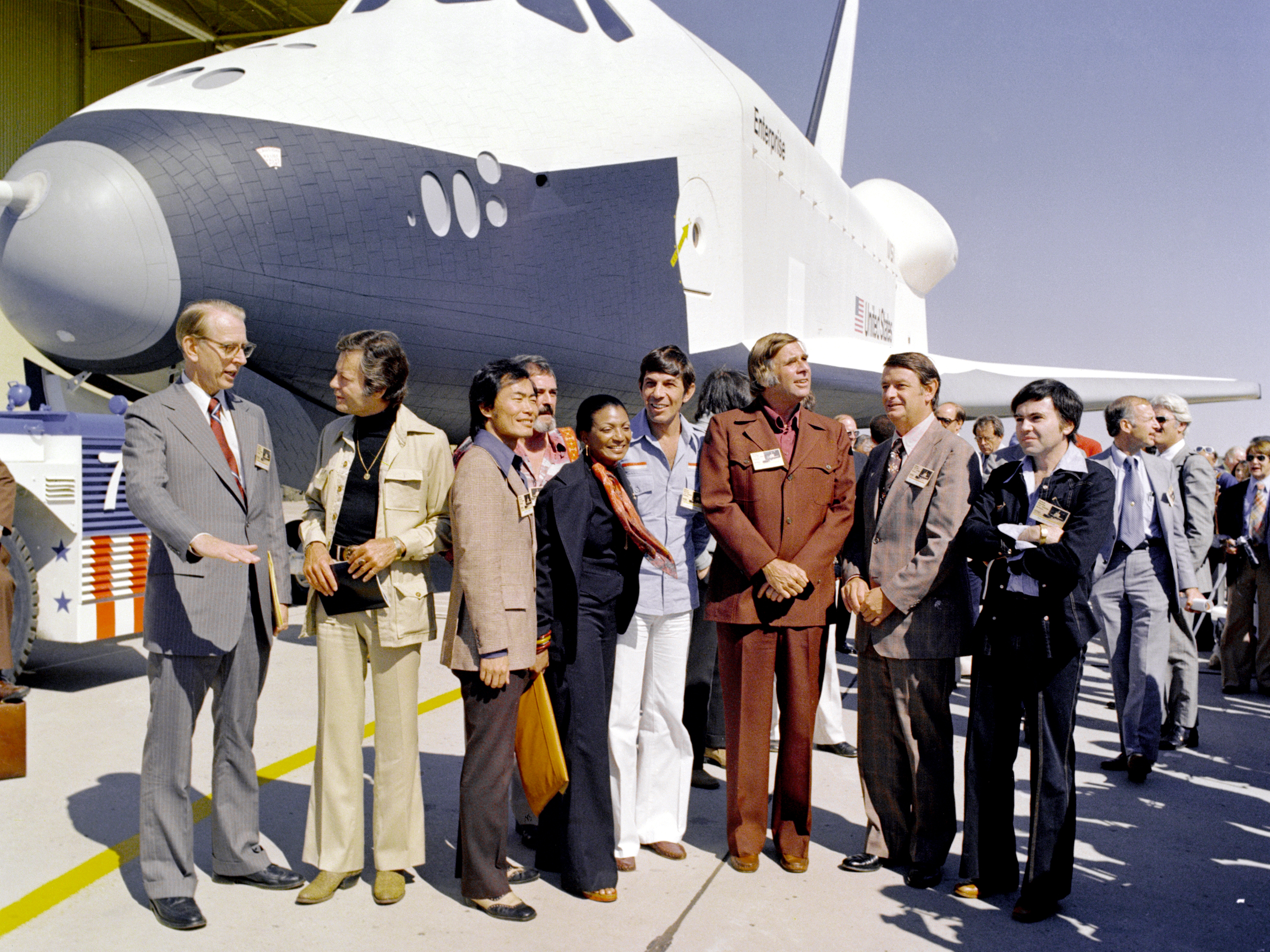
1976年、エンタープライズ公開

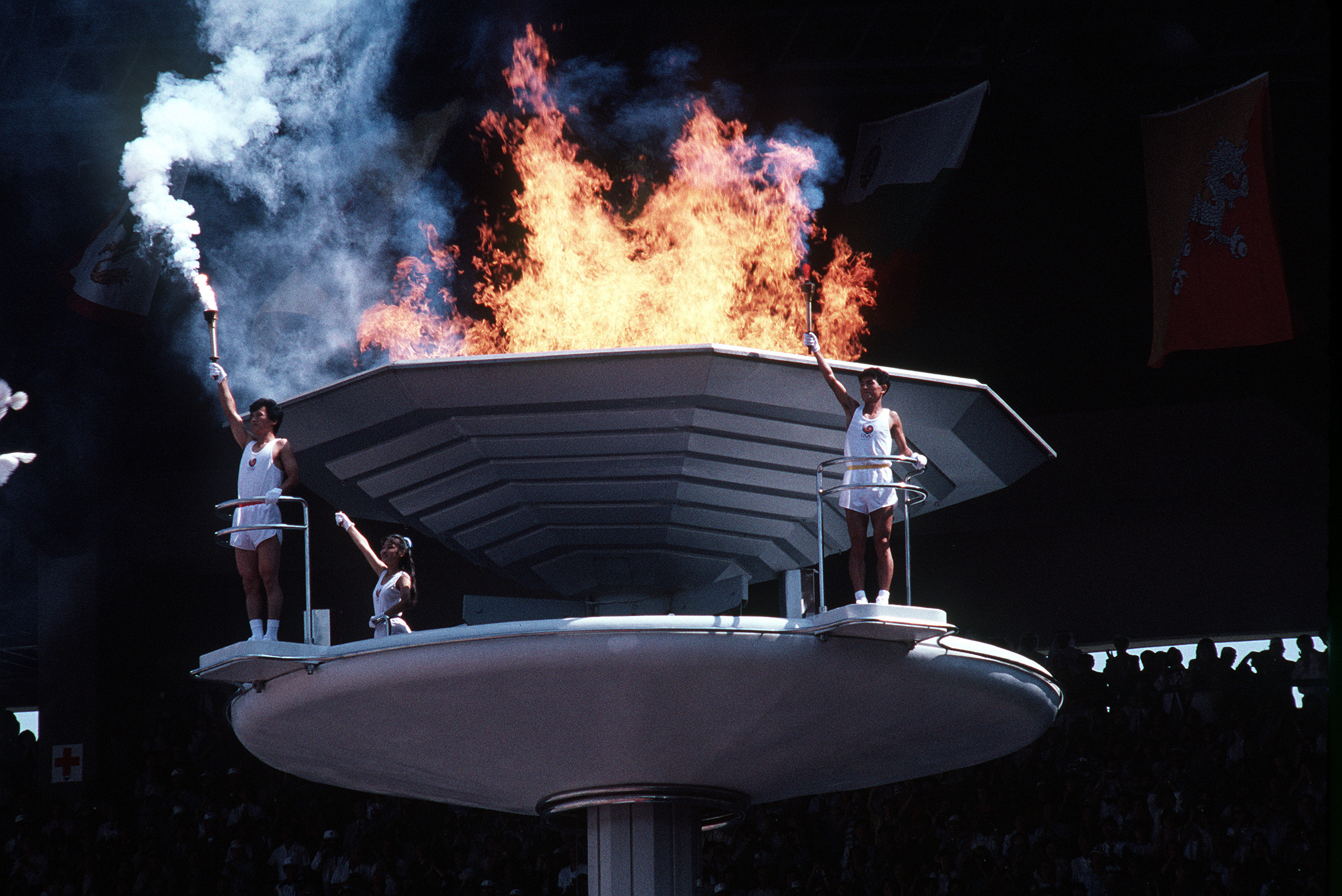
1988年、ソウル五輪開会式

- 1176年 - ミュリオケファロンの戦い。ルーム・セルジューク朝が東ローマ帝国（コムネノス王朝）に勝利。
- 1567年（永禄10年8月15日） - 織田信長が斎藤龍興の居城だった稲葉山城に移り岐阜城と改称。
- 1630年 - ピューリタンがボストンの街を建設。
- 1631年 - 三十年戦争: ブライテンフェルトの戦い
- 1737年 - ハノーファー選帝侯ゲオルク・アウグストがゲオルク・アウグスト大学ゲッティンゲンを創設。
- 1787年 - フィラデルフィア憲法制定会議がアメリカ合衆国憲法（案）を策定し、散会。
- 1789年 - ウィリアム・ハーシェルが土星の衛星「ミマス」を発見。
- 1809年 - ロシア帝国とスウェーデン王国がフィンランド戦争の講和条約「フレデリクスハムンの和約」を結ぶ。
- 1859年 - ジョシュア・ノートンが自らを「合衆国皇帝にしてメキシコの庇護者ノートン1世」と宣言。
- 1862年 - 南北戦争：アンティータムの戦い。
- 1882年 - 1882年の大彗星が太陽表面から46万kmのところを通過し、太陽のすぐ脇でも明るく見える大彗星となった。
- 1894年 - 日清戦争：黄海海戦。
- 1900年 - 米比戦争：マビタクの戦い。
- 1920年 - 佐伯矩の私立営養研究所を発展させた国立栄養研究所（現国立健康・栄養研究所）が設立。
- 1928年 - オキーチョビー・ハリケーンがフロリダ州に襲来。死者2500人以上。
- 1939年 - 第二次世界大戦・ポーランド侵攻: ナチス・ドイツのポーランド侵攻に呼応する形でソ連赤軍がポーランド東部に侵攻。
- 1939年 - 第二次世界大戦: イギリス海軍の空母カレイジャスがドイツ軍のUボートから攻撃され沈没。
- 1939年 - フィンランドのTaisto Mäkiが10000メートル競走で29分52秒6を記録。人類史上初めて10,000メートルで30分を切る。
- 1944年 - 第二次世界大戦：マーケット・ガーデン作戦開始。
- 1945年 - 枕崎台風が鹿児島県枕崎市付近に上陸。日本列島を縦断し、死者行方不明者3756人。
- 1945年 - 瑞穂村開拓団集団自決発生。
- 1946年 - 財閥令嬢誘拐事件発生。公開捜査が行わる（同年9月23日犯人逮捕）[1]。
- 1950年 - 第一次インドシナ戦争: サイゴンでアメリカから派遣されたブリンク准将らがインドシナ軍事援助顧問団を結成する。
- 1952年 - 伊豆諸島南部の岩礁で噴火が発生。18日、噴火を発見した漁船の名から明神礁と命名。
- 1952年 - 戦後初の国産航空機であるR-52が初飛行。
- 1956年 - オーストラリアでテレビ放送開始。
- 1957年 - マレーシアが国連に加盟。
- 1959年 - アメリカの高高度極超音速実験機X-15が初の動力飛行に成功。
- 1961年 - ダグ・ハマーショルド国連事務総長が乗った飛行機が墜落。翌日死亡。
- 1964年 - 東京モノレールが開業。日本初の旅客用モノレール。
- 1966年 - 平新艇事件：北朝鮮漁船が日本への亡命をはかる。
- 1968年 - 江夏豊（阪神）が甲子園球場での対巨人戦で王貞治から日本記録となる354個目の奪三振を記録。10月に世界記録を達成し、このシーズンで401奪三振を記録。
- 1969年 - 徳島県知事選挙でNHKが初のテレビ政見放送を実施。
- 1974年 - バングラデシュ、グレナダ、ギニア・ビサウが国連に加盟。
- 1976年 - NASAが初のスペースシャトル「エンタープライズ」を公開。
- 1978年 - エジプト大統領アンワル・アッ＝サーダートとイスラエル首相メナヘム・ベギンがキャンプ・デービッド合意に調印。
- 1980年 - ポーランドで独立自主管理労働組合「連帯」が発足。
- 1982年 - 上海虹橋国際空港で、日本航空のDC-8型機が着陸後にオーバーラン。
- 1982年 - マーガレット・サッチャー英首相が訪日。
- 1983年 - ヴァネッサ・ウィリアムスがアフリカ系アメリカ人初のミス・アメリカに選ばれる。
- 1988年 - 第24回夏季オリンピック、ソウルオリンピック大会開催。10月2日まで。
- 1991年 - 韓国、北朝鮮、エストニア、ラトビア、リトアニア、マーシャル諸島、ミクロネシア連邦が国連に加盟。
- 1991年 - Linuxカーネルの最初のバージョン(0.01)がインターネット上に公開される。
- 1993年 - ロシア軍がポーランドから完全撤退。
- 1996年 - ロサンゼルス・ドジャースの野茂英雄が対ロッキーズ戦でノーヒット・ノーランを達成。
- 2002年 - 日本の小泉純一郎首相が訪朝。日朝首脳会談が行われ、北朝鮮の金正日総書記が日本人拉致を公式に認める。
- 2004年 - プロ野球再編問題での労使交渉が決裂。日本プロ野球選手会が日本プロ野球史上初のストライキ決行を発表。
- 2006年 - スウェーデン議会の総選挙が行われフレドリック・ラインフェルト率いる穏健党を中心とする中道右派連合が勝利。
- 2016年 - ニューヨーク市チェルシー地区で爆弾が爆発[2]。25人以上が負傷。犯人は、アフガニスタン出身のアメリカ人で、同月中に逮捕された。（2016年マンハッタン爆発）

## 誕生日

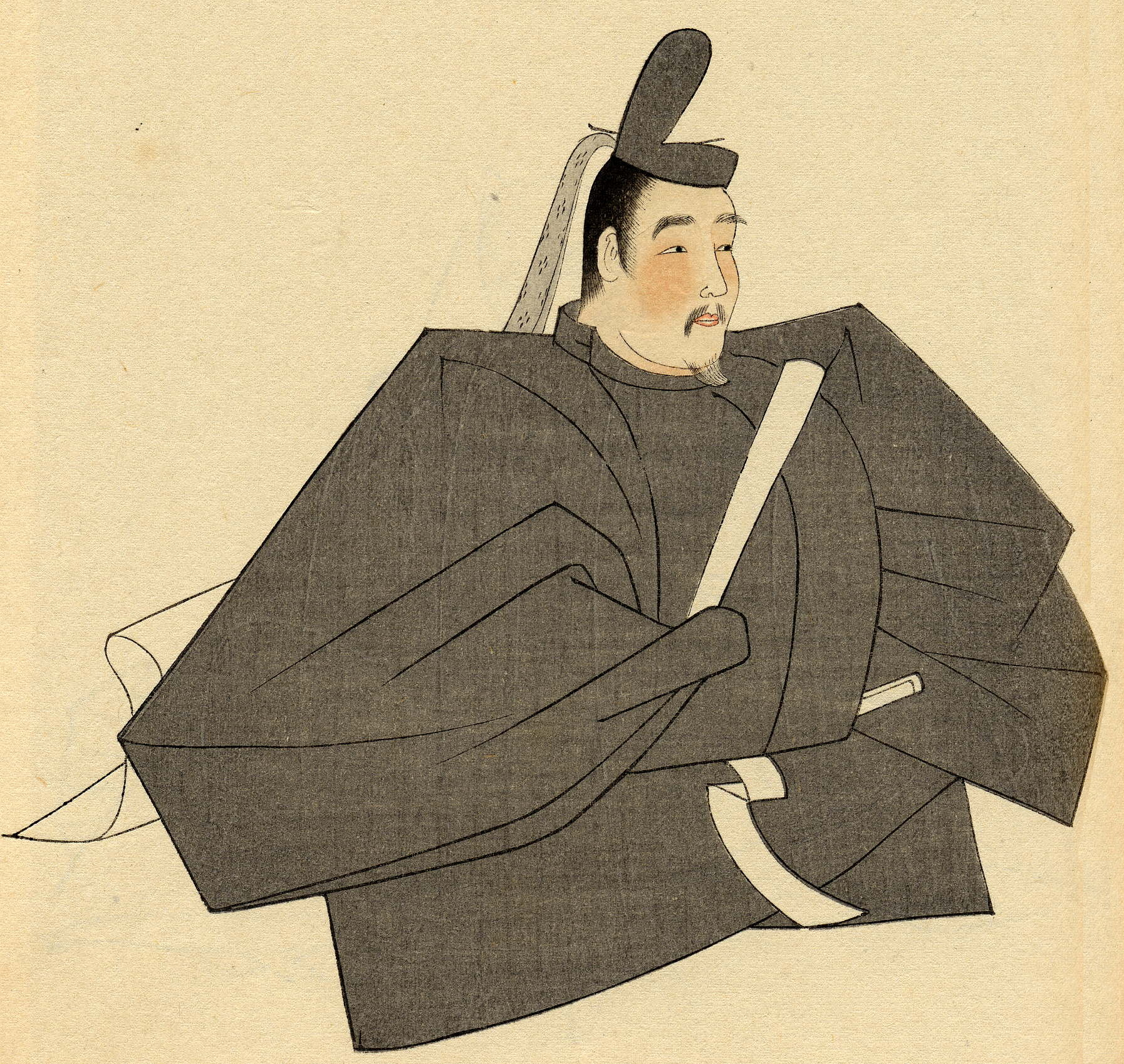
鎌倉幕府第3代将軍源実朝(1192-1219)誕生。

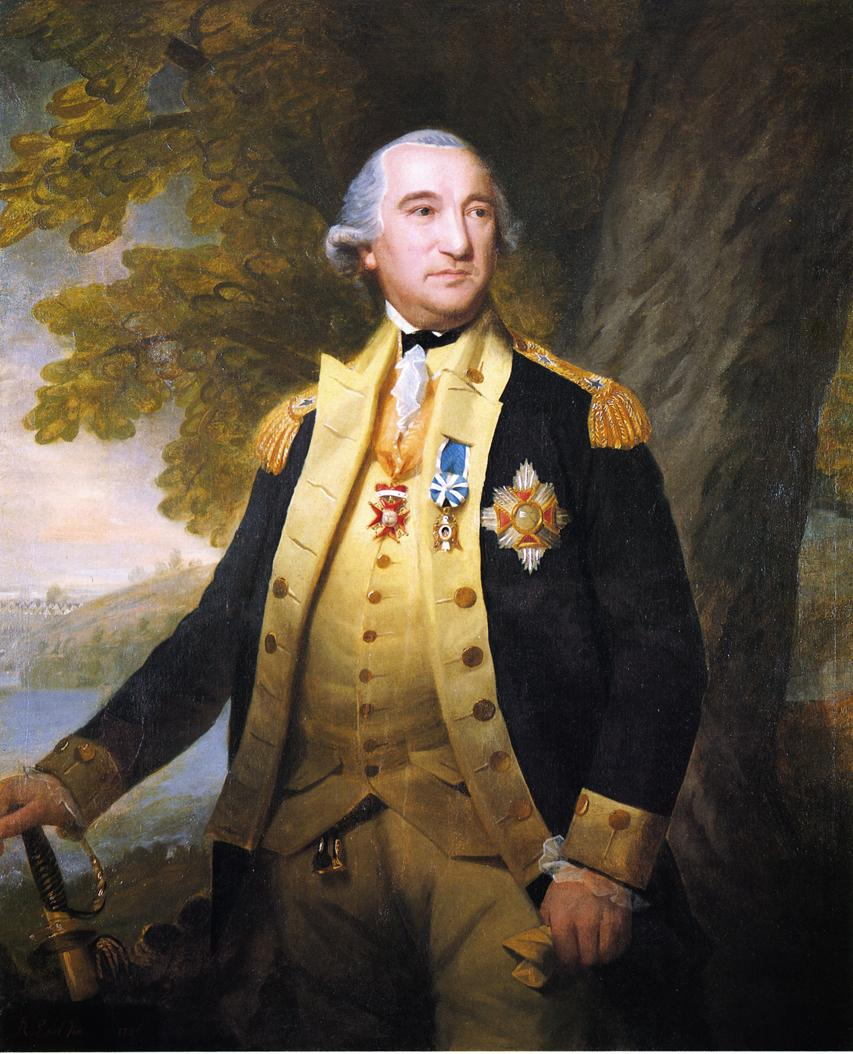
プロイセン王国陸軍士官シュトイベン男爵(1730-1794)誕生。

- 1192年（建久3年8月9日） - 源実朝、鎌倉幕府第3代将軍（+ 1219年）
- 1505年 - マリア・フォン・エスターライヒ、ハンガリー王ラヨシュ2世妃（+ 1558年）
- 1552年 - パウルス5世、ローマ教皇（+ 1621年）
- 1630年 - ラヌッチョ2世、パルマ及びピアチェンツァ公（+ 1694年）
- 1730年 - フリードリッヒ・W・フォン・シュトイベン、陸軍軍人（+ 1794年）
- 1739年 - ジョン・ラトリッジ、政治家、判事（+ 1800年）
- 1764年 - ジョン・グッドリック、天文学者（+ 1786年）
- 1801年 - エドワード・ウィリアム・レイン（英語版） 、東洋学者（+ 1876年）
- 1826年 - ベルンハルト・リーマン、数学者（+ 1866年）
- 1856年 - 平岡凞、野球選手、指導者（+ 1934年）
- 1857年 - コンスタンチン・ツィオルコフスキー、宇宙工学者（+ 1935年）
- 1863年（文久3年8月5日） - 河本にわ、スーパーセンテナリアン（+1976年）
- 1869年（明治2年8月2日） - 江見水蔭、小説家（+ 1934年）
- 1869年 - クリスティアン・ランゲ、平和主義者（+ 1938年）
- 1870年 - 横田千之助、政治家（+ 1925年）
- 1882年 - フランク・シュルト、元プロ野球選手（+ 1949年）
- 1883年 - ウィリアム・カーロス・ウィリアムズ、詩人（+ 1963年）
- 1884年 - 久保より江、俳人（+ 1941年）
- 1888年 - 辻村みちよ、農学者（+ 1969年）
- 1893年 - 渡辺宗太郎[3]、行政法学者（+ 1983年）
- 1900年 - J・ウィラード・マリオット、マリオット・インターナショナル創業者（+ 1985年）
- 1901年 - 堀内寿郎、化学者（+ 1979年）
- 1903年 - 男女ノ川登三、元大相撲力士、第34代横綱（+ 1971年）
- 1904年 - フレデリック・アシュトン、バレエダンサー、振付師（+ 1988年）
- 1907年 - 東野英治郎、俳優（+ 1994年）
- 1913年 - 益田兼利、陸軍軍人、陸上自衛官（+ 1973年）
- 1914年 - 金丸信、政治家（+ 1996年）
- 1917年 - 尹伊桑、作曲家（+ 1995年）
- 1918年 - ハイム・ヘルツォーグ、政治家、イスラエル大統領（+ 1997年）
- 1920年 - 塚本幸一、ワコール創業者（+ 1998年）
- 1922年 - アゴスティニョ・ネト、詩人、政治家、アンゴラ大統領（+ 1979年）
- 1923年 - 芦部信喜、憲法学者（+ 1999年）
- 1924年 - 八木進、元プロ野球選手（+ 1945年）
- 1925年 - 杉下茂、元プロ野球選手（+ 2023年）
- 1928年 - 山崎幹雄、実業家、元釧路短期大学学長（+ 2008年）
- 1929年 - スターリング・モス、F1レーサー（+ 2020年）
- 1930年 - 石川喬司、作家、評論家（+ 2023年）
- 1930年 - トーマス・スタッフォード、宇宙飛行士（+ 2024年）
- 1930年 - 野本礼三、声優（+ 2006年）
- 1931年 - 曾野綾子、小説家（+ 2025年）
- 1932年 - ロバート・B・パーカー、小説家（+ 2010年）
- 1933年 - 中川嘉美、政治家（+ 2005年）
- 1934年 - ヴァルダ・オズボーン、フィギュアスケート選手
- 1935年 - 杉浦忠、元プロ野球選手、監督（+ 2001年）
- 1937年 - 山本八郎、元プロ野球選手
- 1937年 - オーランド・セペダ、元プロ野球選手（+ 2024年）
- 1940年 - 松本俊一、元プロ野球選手
- 1940年 - 津田昭、元騎手、元調教助手
- 1941年 - 橋爪功、俳優
- 1943年 - 江崎鉄磨、政治家
- 1944年 - ラインホルト・メスナー、登山家
- 1947年 - 小坂敏彦、元プロ野球選手
- 1947年 - ちあきなおみ、元歌手
- 1948年 - ジョン・リッター、俳優、声優　(+ 2003年)
- 1948年 - 小宮山洋子、政治家、元アナウンサー
- 1949年 - 木村俊雄、政治家
- 1950年 - 若生正廣、高校野球指導者
- 1950年 - 牧野勇司、政治家、北海道士別市長
- 1950年 - ナレンドラ・モディ、政治家、第18代インド首相
- 1951年 - 山崎海童、俳優
- 1953年 - 影山日出夫、ジャーナリスト、NHK解説委員（+ 2010年）
- 1954年 - 竹本健治、推理小説作家
- 1955年 - マーシャル・ブラント、元野球選手
- 1955年 - チャールズ・マーティネー、俳優、声優
- 1956年 - アルマズベク・アタンバエフ、政治家、第4代キルギス大統領
- 1957年 - デヴィッド・ビントレー、バレエダンサー
- 1958年 - マンフレート・ホーネック、指揮者
- 1959年 - 大島さと子、女優
- 1960年 - デイモン・ヒル、F1レーサー
- 1960年 - ジョン・フランコ、元プロ野球選手
- 1961年 - 平井伸治、政治家、第17・18・19・20代鳥取県知事
- 1962年 - 大倉孝一、元野球選手
- 1962年 - 風雅なおと、歌手
- 1963年 - 蝶野正洋、プロレスラー
- 1963年 - ジェレミー・ノスィーダ、調教師
- 1963年 - 松岡ゆみこ、女優、タレント
- 1965年 - ブライアン・シンガー、映画監督
- 1965年 - 中裕司、ゲームクリエイター
- 1965年 - 三浦将明、元プロ野球選手
- 1966年 - 河村博司、ミュージシャン（元ソウル・フラワー・ユニオン）
- 1966年 - フッキー、ものまねタレント（ノブ&フッキー）
- 1967年 - えまおゆう、女優
- 1968年 - ティト・ビラノバ、元サッカー選手、指導者（+ 2014年[4]）
- 1969年 - 結城康博、社会福祉学者
- 1969年 - 三瀬真美子、タレント（シェイプUPガールズ）
- 1969年 - ビスマルク・バレット・ファリア、元サッカー選手
- 1969年 - キース・フリント、ミュージシャン（プロディジー）　(+ 2019年)
- 1970年 - 佐藤哲三、元騎手
- 1971年 - 角田華子、フリーアナウンサー、タレント
- 1971年 - 三上大勝、サッカーゼネラルマネージャー、元サッカー選手
- 1971年 - 田之上慶三郎、元プロ野球選手
- 1971年 - アドリアナ・カランブー、ファッションモデル
- 1971年 - イェンス・フォイクト、自転車ロードレース選手
- 1972年 - 花島優子、女優、タレント
- 1972年 - 上杉宏樹、元スキージャンプ選手
- 1972年 - ブレイディー・ラジオ、元プロ野球選手
- 1973年 - アナスタシア、歌手
- 1973年 - 市丸和代、女優
- 1973年 - 岩崎一則、お笑い芸人（Hi-Hi）
- 1973年 - 紺野真太郎、プロ雀士
- 1974年 - 徳山昌守（洪昌守）、元プロボクサー
- 1974年 - 山田康弘、NHKアナウンサー
- 1975年 - タイナ・ローレンス、陸上競技選手
- 1975年 - 安田真範、元野球選手
- 1975年 - ジミー・ジョンソン、元NASCARドライバー
- 1976年 - 本多小百合、フリーアナウンサー
- 1976年 - 塚田文、フリーアナウンサー
- 1976年 - 一橋忠之、NHKアナウンサー
- 1976年 - 小島可奈子、タレント、女優、元グラビアアイドル
- 1976年 - 中野渡進、元プロ野球選手
- 1978年 - なかやまきんに君、タレント
- 1979年 - 青山草太、俳優、タレント
- 1979年 - 谷口拓也、ゴルファー
- 1980年 - 三山ひろし、演歌歌手
- 1980年 - 坂本爽、俳優
- 1980年 - 坂本昌也、ギタリスト（元FREENOTE）
- 1980年 - 朝倉理子、ファッションモデル、タレント
- 1981年 - バカリ・コネ、サッカー選手
- 1982年 - 上野紋、アナウンサー
- 1982年 - 福藤豊、アイスホッケー選手
- 1982年 - 縄田雄哉、俳優、スーツアクター
- 1983年 - U-YEAH、歌手、ダンサー、振り付け師、イラストレーター（DA PUMP）
- 1983年 - 松崎伸吾、元プロ野球選手
- 1983年 - 仲の国将、元大相撲力士
- 1984年 - 高橋涼子、歌手
- 1984年 - 河野玄太、ミュージシャン
- 1984年 - 嵐優子、タレント
- 1984年 - 庄司こなつ、タレント
- 1984年 - 江上敬子、お笑いタレント（ニッチェ）
- 1984年 - 阿部佑宇、バスケットボール選手
- 1984年 - もりちえみ、元タレント
- 1984年 - 円谷英俊、元プロ野球選手
- 1984年 - 金大恩、体操競技選手
- 1985年 - 北山宏光、アイドル（元Kis-My-Ft2）
- 1985年 - 長谷川未来、タレント
- 1985年 - 仲林圭、プロ雀士
- 1985年 - 又野千紘、アナウンサー
- 1985年 - ジョン・ウォーカー、シンガーソングライター（元パニック!アット・ザ・ディスコ）
- 1985年 - アレクサンドル・オベチキン、アイスホッケー選手
- 1985年 - トマーシュ・ベルディハ、テニス選手
- 1986年 - 松岡禎丞、声優
- 1986年 - パオロ・デ・チェリエ、サッカー選手
- 1987年 - 巽悠衣子、声優
- 1987年 - 中村アン、女優、ファッションモデル
- 1987年 - AYAMO、ファッションモデル（AMOYAMO）
- 1987年 - 千代桜右京、元大相撲力士
- 1988年 - 関口アナン、俳優
- 1988年 - 神代ひまり、モデル
- 1988年 - 羽賀亮平、スピードスケート選手
- 1988年 - 北条佳奈、元グラビアアイドル、元女優
- 1988年 - ステファン・サンデー、サッカー選手
- 1988年 - フィッツジェラルド舞行龍ジェームズ、サッカー選手
- 1989年 - JUNICHI、画家
- 1989年 - 久宥茜、グラビアアイドル、女優
- 1989年 - 中後悠平、元プロ野球選手
- 1990年 - 福山聖二、俳優（元HotchPotchi）
- 1990年 - 草野伸介、俳優、スタントマン、スーツアクター
- 1990年 - 小山留生、タレント
- 1990年 - 三浦彩佳、総合格闘家
- 1990年 - 池山あゆ美、元野球選手
- 1990年 - ケンドラ・モイル、フィギュアスケート選手
- 1990年 - ダイアン・シュミット、フィギュアスケート選手
- 1990年 - マーカス・セミエン、プロ野球選手
- 1991年 - 石川遼、ゴルファー
- 1991年 - 上原りさ、タレント
- 1991年 - ささの翔太、俳優
- 1991年 - 寿美菜子、声優
- 1991年 - 大嶺翔太、元プロ野球選手
- 1992年 - 神原真理、ラジオパーソナリティ
- 1992年 - まいてぃ、グラビアアイドル、タレント
- 1992年 - バウルジャン・ムルザバエフ、競馬騎手
- 1992年 - 木村仁紀、ボートレーサー
- 1993年 - 廣瀬聡子、元グラビアアイドル、元女優
- 1993年 - ジェームス・マーベル、プロ野球選手
- 1994年 - 北川佳穂、バスケットボール選手
- 1994年 - 阿部桃子、ファッションモデル、タレント
- 1995年 - 竹下和輝、陸上選手
- 1995年 - 山口真帆、女優、元アイドル（元NGT48）
- 1995年 - 東方伸友、元プロ野球選手
- 1995年 - ユ・シア (ユア)、 アイドル（OH MY GIRL）
- 1995年 - パトリック・マホームズ、アメリカンフットボール選手
- 1995年 - とぅーし、ダンサー（REAL AKIBA BOYZ)
- 1996年 - 野中葵、ファッションモデル
- 1996年 - 安藤優作、
- 1996年 - 詩月まどか、AV女優
- 1996年 - ヨンジェ、歌手（GOT7）
- 1996年 - エステバン・オコン、F1レーサー
- 1997年 - 渡辺恵伶奈、モデル、女優
- 1998年 - 中山咲月、ファッションモデル、女優
- 1998年 - 城崎桃華、声優、元アイドル（Chu☆Oh!Dolly、Luce Twinkle Wink☆）
- 1998年 - テーブス海、バスケットボール選手
- 1998年 - 並木月海、ボクシング選手
- 1998年 - 星岳、陸上選手
- 1998年 - 岡﨑大輔、元プロ野球選手
- 1999年 - 高尾颯斗、歌手、ラッパー、ダンサー（ONE N' ONLY）
- 1999年 - 中貝夢、サッカー選手
- 1999年 - チョン・ジソ、女優
- 1999年 - 蒼山みこと、グラビアアイドル
- 2000年 - 北村海チディ、サッカー選手
- 2000年 - ベン・ジョイス、プロ野球選手
- 2000年 - 櫻井陽菜、声優（蓮ノ空女学院スクールアイドルクラブ）
- 2002年 - 秋広優人、プロ野球選手
- 2002年 - 樺山諒乃介、プロサッカー選手
- 2002年 - ジェームズ・ウッド、プロ野球選手
- 2002年 - 山口仁子梨、将棋棋士
- 2005年 - 愛宕心響、アイドル（乃木坂46）
- 2006年 - 新井美羽、子役
- 2007年 - もな、アイドル（ファントムシータ）
- 生年不詳 - いわおかめめ、漫画家、イラストレーター

## 忌日

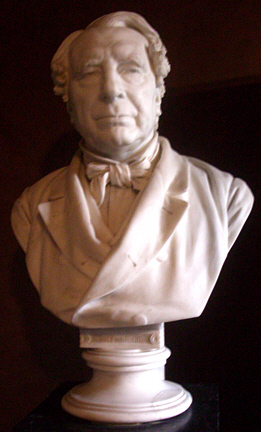
法学者ルドルフ・フォン・イェーリング(1818-1892)没。

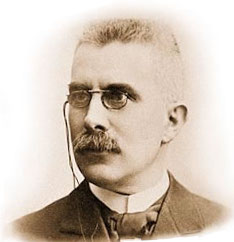
化学者アンリ・ルシャトリエ(1850-1936)没。

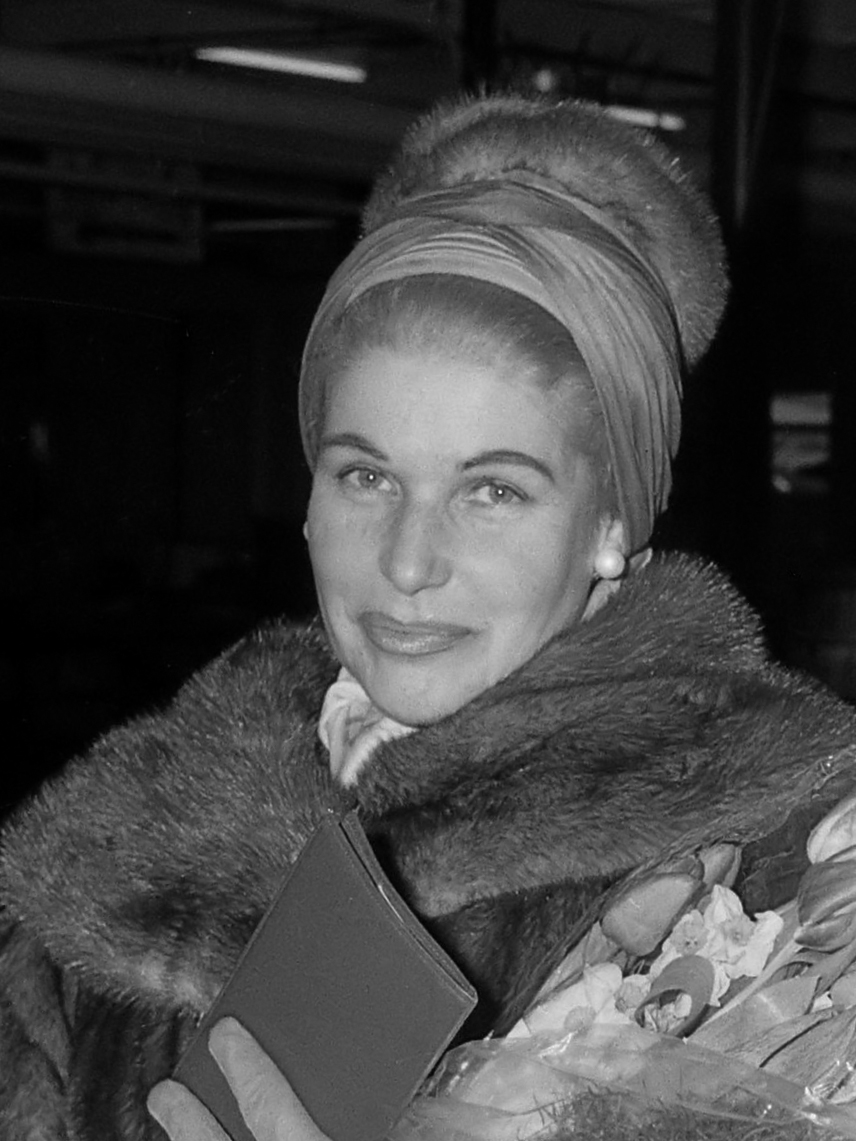
ソプラノヒルデ・ギューデン(1917-1988)没。

- 1575年 - ハインリヒ・ブリンガー、神学者（* 1505年）
- 1611年 - バルトロメウス・スプランヘル、画家（* 1546年）
- 1621年 - ロベルト・ベラルミーノ、カトリック教会枢機卿（* 1542年）
- 1665年 - フェリペ4世[5]、スペイン・ナポリ・シチリアの国王、ポルトガル国王（* 1605年）
- 1761年 - ゲオルク・ヴォルフガンク・クノール、版画家、化石収集家（* 1705年）
- 1762年 - フランチェスコ・ジェミニアーニ、作曲家、ヴァイオリニスト（* 1687年）
- 1771年 - トバイアス・スモレット、小説家（* 1721年）
- 1786年（天明6年8月25日）- 徳川家治、江戸幕府第10代将軍（* 1737年）
- 1791年 - トマス・デ・イリアルテ（英語版）、詩人（* 1750年）
- 1823年 - アブラアム＝ルイ・ブレゲ、時計職人（* 1747年）
- 1836年 - アントワーヌ・ローラン・ド・ジュシュー、植物学者（* 1748年）
- 1863年 - チャールズ・ロバート・コッカレル（英語版）、建築家、考古学者、作家（* 1788年）
- 1863年 - アルフレッド・ド・ヴィニー、作家（* 1797年）
- 1877年 - ウィリアム・ヘンリー・フォックス・タルボット、発明家、政治家、考古学者、語源学者（* 1800年）
- 1879年 - ウジェーヌ・エマニュエル・ヴィオレ・ル・デュク、建築家、建築理論家（* 1814年）
- 1886年 - アッシャー・ブラウン・デュランド、版画家、画家（* 1796年）
- 1891年 - ジョセフ・マキシミリアン・ペッツヴァール、レンズ設計者、数学者（* 1807年）
- 1892年 - ルドルフ・フォン・イェーリング、法学者（* 1818年）
- 1907年 - エドモニア・ルイス、彫刻家（* 1844年）
- 1907年 - イグナーツ・ブリュル、ピアニスト、作曲家（* 1846年）
- 1924年 - ジョン・マーチン・シェバーリ、天文学者（* 1853年）
- 1928年 - 若山牧水、歌人（* 1885年）
- 1936年 - アンリ・ルシャトリエ、化学者（* 1850年）
- 1937年 - 青井鉞男、学生野球指導者（* 1872年）
- 1938年 - 村上鬼城、俳人（* 1865年）
- 1938年 - ニコライ・コンドラチエフ、経済学者（* 1892年）
- 1938年 - 山中貞雄、映画監督（* 1909年）
- 1942年 - セシリア・ボー、画家（* 1855年）
- 1943年 - 永田秀次郎、官僚、政治家、俳人、随筆家（* 1876年）
- 1944年 - 神崎武雄、小説家（* 1906年）
- 1946年 - 森山汀川、歌人（* 1880年）
- 1948年 - フェルッチョ・ジャンニーニ、テノール歌手（* 1868年）
- 1948年 - ルース・ベネディクト、文化人類学者（* 1887年）
- 1948年 - フォルケ・ベルナドッテ、スウェーデンの王族、外交官（* 1895年）
- 1949年 - 岡田資、陸軍軍人（* 1890年）
- 1956年 - 岩崎輝弥、実業家、鉄道ファン（* 1887年）
- 1958年 - 山本実一[6]、実業家、元中国新聞社社長、ラジオ中国設立者（* 1890年）
- 1959年 - アルフレッド・ケルヒャー（ドイツ語版）、技術者、実業家、ケルヒャー創業者（* 1901年）
- 1963年 - エドゥアルト・シュプランガー、哲学者、心理学者、教育学者（* 1882年）
- 1965年 - 櫻井忠温、陸軍軍人、作家（* 1879年）
- 1966年 - フリッツ・ヴンダーリヒ、テノール歌手（* 1930年）
- 1970年 - 吉江勝保、官僚、政治家、官選第42代・公選初代山梨県知事（* 1900年）
- 1979年 - 吉田満、小説家（* 1923年）
- 1980年 - 内村祐之、精神医学者、プロ野球コミッショナー（* 1897年）
- 1980年 - アナスタシオ・ソモサ・デバイレ、軍人、ニカラグア共和国大統領（* 1925年）
- 1984年 - リチャード・ベイスハート、俳優（* 1914年）
- 1985年 - ローラ・アシュレイ、ファッションデザイナー（* 1925年）
- 1986年 - ヘンリック・シェーグレン（英語版）、眼科医、シェーグレン症候群を発表（* 1899年）
- 1988年 - ヒルデ・ギューデン、ソプラノ歌手（* 1917年）
- 1990年 - 藤原定、詩人、評論家、翻訳家（* 1905年）
- 1990年 - 志賀暁子、女優（* 1910年）
- 1990年 - 江守節子[7]、教育者、学校法人山手学院（山手学院中学校・高等学校）創設者（* 1911年）
- 1991年 - ジノ・フランチェスカッティ、ヴァイオリニスト（* 1902年）
- 1991年 - 辻本芳郎、地理学者、東京学芸大学名誉教授（* 1914年）
- 1993年 - ウィリアム・モスコニ（英語版）、プロビリヤード選手（* 1913年）
- 1993年 - 竹崎有斐、児童文学者（* 1923年）
- 1994年 - カール・ポパー、哲学者（* 1902年）
- 1994年 - アイリス・エイドリアン（英語版）、女優（* 1912年）
- 1994年 - ビタス・ゲルレイティス、テニス選手（* 1954年）
- 1994年 - 中川勝彦、歌手、俳優（* 1962年）
- 1996年 - スピロ・アグニュー、政治家、アメリカ合衆国副大統領（* 1918年）
- 1997年 - 会田雄次、歴史学者（* 1916年）
- 2002年 - アイリーン・コルウェル、児童図書館員（* 1904年）
- 2002年 - デニス・フィッシャー（英語版）、技術者、Denys Fisher Toys創業者（* 1918年）
- 2002年 - 藤原礼子、女優（* 1932年）
- 2005年 - 北村政喜[8]、実業家、カメラのキタムラ創業者（* 1912年）
- 2005年 - アルフレッド・リード、作曲家、指揮者（* 1921年）
- 2006年 - 曽我部和恭、声優（* 1948年）
- 2007年 - 犬塚稔、脚本家、映画監督（* 1901年）
- 2007年 - 国分綾子[9]、随筆家、評論家（* 1910年）
- 2007年 - 森田光德、実業家、シャボン玉石けん社長（* 1931年）
- 2007年 - 中部慶次郎、実業家、元マルハ社長、元横浜ベイスターズ球団オーナー、（* 1933年）
- 2008年 - 渡辺源次郎、経済学者（* 1919年）
- 2008年 - 阿部克自、ジャズフォトグラファー（* 1929年）
- 2008年 - ジェームズ・クラムリー（英語版）、小説家（* 1939年）
- 2009年 - ヌルディン・モハンマド・トップ、イスラム過激派指導者、テロリスト（* 1968年）
- 2010年 - 矢野宣、俳優（* 1928年)
- 2011年 - 上田稔、官僚、政治家、第15代環境庁長官（* 1914年）
- 2011年 - コラ・ヴォケール、シャンソン歌手（* 1918年）
- 2011年 - チャールズ・パーシー、政治家、元ベル＆ハウエル社長（* 1919年）
- 2011年 - 磯野理[10]、映画プロデューサー（* 1939年）
- 2012年 - 佐々木敢一、歌手（* 1934年）
- 2013年 - 豊田英二、トヨタ自動車最高顧問（* 1913年）
- 2013年 - マーヴィン・レインウォーター（英語版）、歌手、ソングライター（* 1925年）
- 2014年 - 水野繁、大蔵官僚、実業家、元国税庁長官、元日本たばこ産業社長（* 1929年）
- 2014年 - 賀川督明、実業家、グラフィックデザイナー、賀川記念館館長（* 1953年）
- 2014年 - 森裕司、動物行動学者（* 1953年）
- 2014年 - アンドリー・フシン、サッカー選手、指導者（* 1972年）
- 2015年 - デットマール・クラマー、元サッカー選手、指導者（* 1925年）
- 2015年 - 川鍋孝文[11]、実業家、日刊ゲンダイ創業者（* 1936年）
- 2015年 - 郡司篤晃、医学者、官僚（* 1937年）
- 2016年 - 戸口幸策、音楽学者、成城大学名誉教授（* 1927年）
- 2016年 - 山本一義、元プロ野球選手、監督（* 1938年）
- 2016年 - 桧田仁、政治家、医師（* 1942年）
- 2016年 - シャーミアン・カー、女優（* 1942年）
- 2016年 - 衿野未矢、ノンフィクション作家（* 1963年）
- 2017年 - 永久保一男[12]、俳優（* 1937年）
- 2017年 - ボビー・ヒーナン、元プロレスラー、マネージャー、コメンテーター（* 1944年）
- 2017年 - デイヴ・ヒルトン、元プロ野球選手（* 1950年）
- 2018年 - 堀和久、歴史小説作家（* 1931年）
- 2018年 - 上野民夫、化学者、京都大学名誉教授（* 1938年）
- 2018年 - 柴生進、政治家、元兵庫県川西市長（* 1940年）
- 2018年 - フィリップ・ビゴ、パン・菓子職人、ビゴの店創業者（* 1942年）
- 2018年 - 小田裕一郎、作曲家、音楽プロデューサー（* 1950年）
- 2018年 - セリア・バルキン、アマチュアゴルファー（* 1996年）
- 2019年 - 葉選平、政治家（* 1924年）
- 2019年 - ダニエル・ワイエンベルク、ピアニスト、作曲家（* 1929年）
- 2019年 - 井上博司、政治家、元北海道函館市長（* 1936年）
- 2019年 - 高須基仁、出版プロデューサー（* 1947年）
- 2019年 - 三代目山遊亭金太郎[13]、落語家（* 1956年）
- 2020年 - テリー・グッドカインド、ファンタジー作家（* 1949年）
- 2021年 - 竹下亘、政治家（* 1946年）
- 2023年 - 藤田宏達、仏教学者（* 1928年）

## 記念日・年中行事
- 憲法記念日（ アメリカ合衆国、土曜日の場合は前日、日曜日の場合は翌日）
1787年のこの日、アメリカ合衆国憲法の署名が行われた。
- フォン・シュトイベン・デー（英語版）（ アメリカ合衆国）
ジョージ・ワシントンに仕え大陸軍に軍隊の訓練を教えたドイツ出身の軍人フリードリッヒ・ヴィルヘルム・フォン・シュトイベンの誕生日。地域によっては19日や24日に祝われる。
- 国家の英雄の日（英語版）（ アンゴラ）
アンゴラ独立戦争を指導し、独立後は初代大統領となったアゴスティニョ・ネトの誕生日。
- 敬老の日（ 日本、2007年・2012年・2018年）※9月第3月曜日
- モノレールの日（ 日本）
1964年のこの日に、東京浜松町 - 羽田空港間に日本初の旅客用モノレールである東京モノレール羽田線が開通したことを記念して、これを運営する東京モノレール株式会社が制定。
- イタリア料理の日 （ 日本）
日本イタリア料理協会が制定。イタリア語で「料理」を意味する「クチーナ（CUCINA）」を917と読む語呂合わせから[14]。